# 청도 봉기리 삼층석탑
청도 봉기리 삼층석탑(淸道 鳳岐里 三層石塔)은 대한민국 경상북도 청도군 풍각면 봉기리에 있는 남북국 시대 신라의 삼층석탑이다. 1963년 1월 21일 대한민국의 보물 제113호로 지정되었다.

## 개요
2단의 기단(基壇) 위에 3층의 탑신(塔身)을 올린 석탑이다.
바닥돌과 아래층 기단은 하나의 돌로 이루어져 8개의 석재로 구성되어 있다. 위·아래층 기단 모두 각 면 가장자리에 기둥 모양을 새겨두었으며, 안쪽에는 가운데기둥 2개씩을 새겼다. 그 위로 뚜껑처럼 덮어놓은 넓적한 윗돌도 8개의 돌로 구성되어 짜임새가 있다. 탑신(塔身)은 몸돌과 지붕돌이 각각 한 돌로 이루어져 있으며, 1층 몸돌의 높이가 지나치게 높은 반면 2층부터는 급격히 짧아져 보기 좋은 비례라고 볼 수 없다. 지붕돌은 넓고 얇은 편이며, 지붕돌 밑면받침은 5단이고 처마끝은 수평으로 되어 있어 경쾌하다. 이 석탑은 기단의 위·아래층에 모두 2개의 가운데기둥을 조각한 것으로 보아 초기석탑의 형식을 따른 통일신라시대 8세기 중엽의 작품이다.

## 같이 보기
- 삼층석탑

## 참고 자료
- 청도 봉기리 삼층석탑 - 국가유산청 국가유산포털